# Bernard Fritz
Bernard Fritz (Marsiglia, 5 ottobre 1953) è un ex tennista francese.

## Carriera
In carriera ha raggiunto quattro finali di doppio. Nei tornei del Grande Slam ha ottenuto il suo miglior risultato raggiungendo il terzo turno nel singolare all'Open di Francia nel 1982.

## Statistiche

### Doppio

#### Finali perse (4)
| Numero | Anno           | Torneo                 | Superficie  | Compagno           | Avversari in finale              | Punteggio     |
| 1.     | 7 ottobre 1979 | ATP Bordeaux, Bordeaux | Terra rossa | Iván Molina        | Patrice Dominguez Denis Naegelen | 4-6, 4-6      |
| 2.     | 9 marzo 1980   | Cairo Open, Il Cairo   | Terra rossa | Christophe Freyss  | Ismail El Shafei Tom Okker       | 3-6, 6-3, 3-6 |
| 3.     | 27 marzo 1983  | ATP Nizza, Nizza       | Terra rossa | Jean-Louis Haillet | Bernard Boileau Libor Pimek      | 3-6, 4-6      |
| 4.     | 15 maggio 1983 | ATP Firenze, Firenze   | Terra rossa | Dominique Bedel    | Francisco González Víctor Pecci  | 6-4, 4-6, 6-7 |